# Peter Coonan
Peter Coonan  (n. 1984, Limerick) es un actor irlandés, conocido principalmente por su papel como Fran Cooney en la serie de RTÉ One Love/Hate,
por el que ganó un premio al mejor actor secundario en los Irish Film & Television Awards de 2014. En 2011 interpretó a Dave 'Dots' Fennel en la película irlandesa Between the Canals.

## Filmografía

### Cine
| Año  | Título                             | Papel                 | Notas      |
| ---- | ---------------------------------- | --------------------- | ---------- |
| 2000 | Saltwater                          | Rooney                |            |
| 2011 | Between the Canals                 | Dave "Dots" Fennel    |            |
| 2012 | Stalker                            | Uncle Rudyard         |            |
| 2012 | What Richard Did                   | Bouncer               |            |
| 2012 | King of the Travellers             | Mickey Moorehouse     |            |
| 2013 | Doghouse                           | Doug Stepton          | Short film |
| 2014 | The Guarantee                      | David Drumm           |            |
| 2015 | City of Roses                      | The Narrator          | Short film |
| 2016 | Gridlock                           | Rory                  | Short film |
| 2017 | The Drummer and the Keeper         | Toss                  |            |
| 2018 | Penance: Aithri                    | Father Eoin O'Donnell |            |
| 2018 | The Belly of the Whale             | Rooster Collins       |            |
| 2018 | We Have Always Lived in the Castle | Bobby Dunham          |            |
| 2019 | Dark Lies the Island               | Doggy Mannion         |            |
| 2019 | The Bridge                         | Eoin                  | Short film |
| 2019 | Monster                            | Bailey                |            |
| 2020 | Older                              | The Wise Man          |            |

### Televisión
| Año       | Título              | Papel         | Notas                                                                             |
| --------- | ------------------- | ------------- | --------------------------------------------------------------------------------- |
| 2011–2014 | Love/Hate           | Fran Cooney   | 24 episodios                                                                      |
| 2012      | Talk It Out         | Doctor Garry  | 2 episodios                                                                       |
| 2013      | An Crisis           | Sean Sheehan  | Episodio: 'Das Boot'                                                              |
| 2014      | Quirke              | Brendan Boyle | Episodio: 'Christine Falls'                                                       |
| 2016      | Wrecking the Rising | Sean Purcell  | 3 episodios                                                                       |
| 2016      | Je Mo Peil          | Himself       | Documental en cuatro partes en irlandés con Lochlann Ó Mearáin sobre la Euro 2016 |
| 2019      | Dublin Murders      | John Naylor   | 2 episodios                                                                       |
| 2020      | Cold Courage        | Paddy         | Upcoming                                                                          |